# Vuohisaaret (ö i Norra Savolax, Nordöstra Savolax, lat 62,70, long 28,69)
Vuohisaaret är en ö i Finland. Den ligger i sjön Juojärvi och i kommunen Tuusniemi i den ekonomiska regionen  Nordöstra Savolax ekonomiska region  och landskapet Norra Savolax, i den sydöstra delen av landet, 300 km nordost om huvudstaden Helsingfors. Öns area är 2,8 hektar och dess största längd är 280 meter i sydöst-nordvästlig riktning.  Notera att namnet antyder att det är fråga om flera öar.